# La bestia nel cuore
La bestia nel cuore è un film del 2005 diretto da Cristina Comencini, basato sull'omonimo romanzo della stessa regista. Nominato nel 2006 per il Premio Oscar per il miglior film straniero, è considerata una delle pellicole migliori della regista.

## Trama
Sabina ha una vita normale. È abbastanza soddisfatta del suo lavoro di doppiatrice e del rapporto con il suo compagno Franco, un attore che per mancanza di lavoro si è visto costretto a lavorare in una serie televisiva, diretta dal talentuoso, ma disilluso, regista Andrea Negri.
A causa dello spostamento della tomba dei genitori, Sabina si rende conto di ricordare solo per gradi la propria infanzia, vissuta in una severa famiglia della classe media. Di lì a poco inizia ad avere degli incubi spaventosi e ne riferisce il disagio a Emilia, la sua più cara amica, purtroppo cieca a causa di una malattia degenerativa. Mentre passeggia per le vie del centro assieme alla collega Maria, Sabina ne scopre il grande dolore: la donna è stata abbandonata dal marito che è andato a convivere con l'amante ventenne.
Sabina nel frattempo scopre di essere incinta, ma non lo rivela a Franco, decidendo invece di passare le vacanze natalizie da Daniele, suo fratello maggiore, che insegna letteratura all'Università della Virginia a Charlottesville, negli Stati Uniti, dove vive con la moglie Anne e i due figli. Determinata a portare chiarezza e serenità nella sua vita, Sabina è convinta che raggiungendo il fratello e parlando con lui, riuscirà a capire che cosa è accaduto nel loro passato.
Ben accolta dal fratello e dalla sua famiglia, Sabina gli confida la sua gravidanza e gli parla degli incubi che la perseguitano, ma lui ne minimizza il significato. A Capodanno tuttavia, mentre Franco in Italia la sta tradendo con Anita (un'attrice della fiction), Daniele le rivela la loro "bestia nel cuore": durante l'infanzia il padre aveva abusato di loro, con il tacito assenso della madre. Quando una volta Daniele aveva reagito lanciandogli contro un posacenere, il padre aveva smesso di abusarne, ma Daniele gli aveva intimato di non toccare Sabina, altrimenti lo avrebbe ucciso. Anni dopo infatti, in un letto d'ospedale, il padre aveva confessato a Daniele di aver abusato due volte di Sabina: a quel punto Daniele con una scusa avrebbe fatto iniettare un'overdose di morfina al padre, portandolo perciò prima al coma e poi alla morte.
La confessione di Daniele unisce ancor di più fratello e sorella. Daniele è convinto che la prossima maternità permetterà a Sabina di uscire da questa situazione. Le confida che lui si era dovuto sottoporre a ore di psicanalisi per avere un rapporto sano con i figli.
Tornata in Italia, però, il rapporto con Franco diventa involontariamente più freddo, nonostante gli riveli la sua gravidanza, cosa che fa desistere il compagno dal rivelarle il tradimento. Nel frattempo, Sabina è felice di scoprire che è nata una storia d'amore fra Emilia e Maria, che Sabina aveva mandato dall'amica per tenerle compagnia. L'estrema solitudine di entrambe le donne le aveva fatte avvicinare sempre di più. È proprio con le due donne, che Franco e Sabina in piena estate vengono invitati nel casolare di Negri, che, lavorando con Franco, ha ritrovato l'ispirazione per fare cinema: vuole che l'attore sia il protagonista del suo film, un operatore ecologico che assieme ad un suo collega trova un neonato fra i cassonetti. C'è però tensione nell'aria che fa dividere le due coppie del casolare: Maria, pur innamorata di Emilia, la lascia non potendo rinunciare alla sua eterosessualità, mentre Franco, preoccupato che la freddezza di Sabina sia da collegare ai sospetti di tradimento, lo confessa. Sabina accoglie freddamente la notizia e racconta invece al compagno le sue tristi vicende infantili.
Poco dopo, Sabina scompare dal casolare allarmando tutti a causa dell'eccessivo caldo che può causarle dei problemi, proprio adesso che è in procinto di partorire. È proprio in un piccolo treno deserto, che percorre la ferrovia in mezzo agli ulivi, che a Sabina si rompono le acque. Sono sempre i flutti che metaforicamente inondano ogni ricordo triste dell'infanzia. All'ospedale giungono infine Franco e gli altri. Sabina, che ha partorito un bel maschietto, si ricongiunge al compagno, mentre Maria si ricongiunge a Emilia. Vedendo il bambino, il regista Negri lo prende in braccio, decidendo di usarlo nel film che sta ideando e ha un diverbio con un'infermiera, secondo cui "solo i genitori possono toccare i figli".
In America, Daniele promette di tornare in Italia a trovare la sorella e il nipote che porta il suo nome, convinto che un giorno entrambi riusciranno a camminare a testa alta con l'altra gente, nonostante il trauma subito.

## Produzione

### Riprese
Il film è stato girato nel Salento (in particolare a Spongano, presso le Ferrovie del Sud Est e a Diso), a Charlottesville, a Lynchburg, a Filadelfia, a Roma e in alcune zone dell'Inghilterra.

## Colonna sonora
Il brano che fa da sottofondo musicale ai sogni e ai ricordi di Sabina è The Dream, composto da Jocelyn Pook nel 1999 per il film Eyes Wide Shut di Stanley Kubrick.

## Accoglienza

### Incassi
Il film ha incassato in Italia 4973000 €. 

### Critica
Il sito web Rotten Tomatoes ha giudicato il film in maniera negativa con un giudizio di 29% su 100. Il pubblico lo ha giudicato con un 54%.
Anche il portale Mymovies.it ha recensito negativamente il film con un voto di 1/5 mentre invece il pubblico lo ha valutato 2.5/5 con recensioni relativamente positive.

## Riconoscimenti
- 2006 - Premio Oscar
  - Candidatura Miglior film straniero
- 2006 - David di Donatello
  - Migliore attrice non protagonista a Angela Finocchiaro
  - Candidatura Migliore attrice protagonista a Giovanna Mezzogiorno
  - Candidatura Migliore attrice non protagonista a Stefania Rocca
  - Candidatura Miglior montaggio a Cecilia Zanuso
  - Candidatura Miglior sonoro a Bruno Pupparo
  - Candidatura Migliori effetti speciali visivi a Francesco Sabelli e RSG Effetti speciali
  - Candidatura Premio David Giovani a Cristina Comencini
- 2006 - Nastro d'argento
  - Migliore attrice non protagonista a Angela Finocchiaro
  - Miglior produttore a Marco Chimenz, Giovanni Stabilini e Riccardo Tozzi
  - Migliore fotografia a Fabio Cianchetti
  - Candidatura Regista del miglior film a Cristina Comencini
  - Candidatura Migliore attrice protagonista a Giovanna Mezzogiorno
  - Candidatura Migliore attore non protagonista a Giuseppe Battiston
  - Candidatura Migliore scenografia a Paola Comencini
  - Candidatura Miglior montaggio a Cecilia Zanuso
- 2005 - Festival di Venezia
  - Miglior interpretazione femminile a Giovanna Mezzogiorno
  - Award of the City of Rome a Cristina Comencini
  - UNICEF Award a Cristina Comencini
  - Wella Prize a Angela Finocchiaro
  - Young Cinema Award a Cristina Comencini
  - Candidatura Leone d'oro a Cristina Comencini
- 2006 - Taormina Film Festival
  - Premio Ennio Morricone per il miglior compositore delle musiche a Franco Piersanti
- 2006 - Ciak d'oro
  - Miglior attrice non protagonista a Angela Finocchiaro[4]
  - Candidatura Miglior montaggio a Cecilia Zanuso
  - Candidatura Miglior sonoro a Bruno Pupparo
- 2005 - Awards Circuit Community Awards
  - Candidatura Miglior film straniero
- 2005 - Federazione Italiana Cinema d'Essai
  - Miglior attrice rivelazione a Francesca Inaudi
  - Miglior montaggio a Cecilia Zanuso
- 2006 - Golden Graals
  - Miglior regista di un film drammatico a Cristina Comencini
  - Miglior attore in un film drammatico a Luigi Lo Cascio
  - Candidatura Miglior attrice in un film drammatico a Giovanna Mezzogiorno
  - Candidatura Miglior attrice in un film drammatico a Stefania Rocca
- 2006 - Premio Kineo
  - Miglior attrice non protagonista a Stefania Rocca